# Strada provinciale 19 San Carlo
La strada provinciale 19 San Carlo è una strada provinciale italiana della città metropolitana di Bologna.

## Percorso
Ha origine dalla SP 3 Trasversale di Pianura in comune di Medicina. Si dirige a sud passando ad ovest del capoluogo comunale ed intersecando l'ex SS 253 San Vitale in località La Fabbrica. In comune di Castel San Pietro Terme incrocia la SP 31, presso la località di Poggio Piccolo, e l'A14, grazie al casello di Castel San Pietro Terme. Termina infine nella cittadina di Castel San Pietro, dove viene continuata da una strada che si immette nella Via Emilia.